# Kaizers Orchestra
Kaizers Orchestra ist eine Anfang 2000 gegründete norwegische Rockband. Ihre beiden Gründer, Sänger Janove Ottesen und Gitarrist Geir Zahl, hatten schon 1991 ihre erste Band (Blod, Snått & Juling) miteinander gegründet.

## Geschichte
Das erste Album, Ompa til du dør (Humppa bis du stirbst), wurde vom Untergrund-Label Broiler Farm 2001 herausgegeben. Es wurde ein enormer Erfolg, erst in Norwegen, später dann in Dänemark und den Niederlanden. Das zweite Album, Evig Pint (Ewig gepeinigt), kam Ende 2002/Anfang 2003 heraus. Das dritte Album, Maestro erschien Mitte August 2005 gleichzeitig in Norwegen und im restlichen Europa. Auch mit dem vierten Album Maskineri, das 2008 erschien, blieb die Band trotz Produzentenwechsels ihrem Stil treu.
2009 veröffentlichte Kaizers Orchestra das Album Våre Demoner, welches nur eine Woche lang als „Limited Edition“ im skandinavischen Handel erhältlich war und anschließend nur als Download verkauft wurde.
In den Jahren 2011 und 2012 veröffentlichte die Band ihre beinahe musicalhafte Violeta-Trilogie und gab nach einer Abschiedstournee im Jahr 2013 ihre Auflösung bekannt. Im November 2022 gab die Band ihre Wiedervereinigung bekannt.

## Stil
Die Musik von Kaizers Orchestra ist inspiriert von Tom Waits, osteuropäischer Sinti- und Romamusik, Punkrock und Marsch/Humppa-Musik (auf Norwegisch Ompa). Die Texte von Ottesen und Zahl sind grundsätzlich in norwegischer Sprache verfasst.

## Diskografie

### Alben
| Jahr | Titel                  | Höchstplatzierung, Gesamtwochen, AuszeichnungChartsChartplatzierungen (Jahr, Titel, Platzierungen, Wochen, Auszeichnungen, Anmerkungen) | Anmerkungen                                               |
| Jahr | Titel                  | NO | Anmerkungen                                               |
| ---- | ---------------------- | --- | --------------------------------------------------------- |
| 2001 | Ompa til du dør        | NO1 Platin · (54 Wo.)NO |                                                           |
| 2002 | Evig Pint              | NO1 (15 Wo.)NO |                                                           |
| 2005 | Maestro                | NO1 (20 Wo.)NO |                                                           |
| 2006 | Live at Vega           | NO8 (4 Wo.)NO | Livealbum                                                 |
| 2008 | Maskineri              | NO1 (26 Wo.)NO |                                                           |
| 2009 | Våre Demoner           | NO1 (3 Wo.)NO | Sammlung von unveröffentlichten älteren Stücken           |
| 2011 | Violeta Violeta Vol. 1 | NO1 (48 Wo.)NO | inkl. 1 Woche auf Platz 28 in der Remastered Version 2023 |
| 2012 | Violeta Violeta Vol. 2 | NO1 Platin · (28 Wo.)NO | inkl. 1 Woche auf Platz 16 in der Remastered Version 2023 |
| 2013 | Violeta Violeta Vol. 3 | NO1 Gold · (25 Wo.)NO |                                                           |

Weitere Alben
- 2008: 250 prosent (Livealbum, nur auf Vinyl erschienen)
- 2022: Greatest Hits (Kompilation, nur auf Vinyl erschienen)

### EPs
- 2000: Kaizers Orchestra EP
- 2002: Død Manns Tango
- 2002: Kontroll På Kontinentet
- 2002: Mann mot Mann
- 2004: The Gypsy Finale
- 2005: Maestro
- 2023: Dine Gamle Dager Er Nå / Kaleidoskophimmel (nur auf Vinyl erschienen)

### Singles
| Jahr | Titel Album                                       | Höchstplatzierung, Gesamtwochen, AuszeichnungChartsChartplatzierungen (Jahr, Titel, Album, Platzierungen, Wochen, Auszeichnungen, Anmerkungen) | Anmerkungen                                                                                          |
| Jahr | Titel Album                                       | NO | Anmerkungen                                                                                          |
| ---- | ------------------------------------------------- | --- | --- |
| 2002 | Død manns tango –                                 | NO2 (8 Wo.)NO | |
| 2002 | Mann mot mann –                                   | NO5 (8 Wo.)NO | |
| 2005 | Maestro                                           | NO5 (7 Wo.)NO | |
| 2008 | Enden av November Maskineri                       | NO18 (2 Wo.)NO | |
| 2009 | Under månen –                                     | NO20 (1 Wo.)NO | |
| 2010 | Philemon Arthur & The Dung Violeta Violeta Vol. 1 | NO7 (1 Wo.)NO | |
| 2010 | Hjerteknuser Violeta Violeta Vol. 1               | NO2 (22 Wo.)NO | Das Lied kehrte 2022 zurück in die Charts und verbesserte seine Höchstplatzierung aus dem Jahr 2010. |
| 2011 | Drøm videre Violeta Violeta Violeta Vol. 2        | NO20 (1 Wo.)NO | |

### Videoalben
- 2006: Viva la Vega
- 2011: Live I Oslo Spektrum
- 2013: En Aften I Operaen
- 2014: Siste Dans